# Аманова Світлана Геннадіївна
Аманова Світлана Геннадіївна  (нар. 29 квітня 1961) — радянська і російська акторка театру і кіно, заслужена артистка Росії (1992), народна артистка Росії (2006).

Стала широковідомою радянському глядачеві на початку 1980-х років завдяки ролі Тетяни у кінокомедії Леоніда Гайдая «Спортлото-82».

## Біографія
Світлана Аманова навчалась у московській середній музичній школі імені Гнєсіних за класом скрипки. У 1982 році закінчила Вище театральне училище імені М. С. Щепкіна. З 1982 року працює у Малому театрі в Москві.

## Творчість

### Ролі в театрі

#### Малий театр
- «Дядя Ваня» — Олена Андріївна
- «Скажені гроші» — Лідія
- «Горе від розуму» — Наталія Дмитрівна
- «Живий труп» — Маша
- «Прибуткове місце» — Поліна
- «Вишневий сад» — Раневська
- «Діти сонця» — Олена.

#### Театр ім. Л. Варпаховського (Монреаль)
- 2001 — «Вовки та вівці» — Євлампія Купавіна

### Ролі в кіно
- 1981 — «З вечора до полудня»
- 1982 — «Подорож буде приємною»
- 1982 — «Спортлото-82» — Таня
- 1985 — «Зимовий вечір у Гаграх» — Олена
- 1985 — «Напередодні»
- 1989 — «Сходи» — Лариса Павлівна
- 1992 — «Час вашого життя»
- 1992 — «Річард Левине Серце»
- 1993 — «Лицар Кеннет»
- 1995 — «Панночка-селянка»
- 1996 — «Ліза і Еліза»
- 1997 — «У Парижі»
- 2002 — «Горе від розуму»
- 2003 — «Спас під березами» (серіал)
- 2004 — «Бідна Настя» (серіал)
- 2009 — «Маргоша-1,2,3» (серіал)
- 2010 — «Серафима прекрасна» (серіал)